# Gianfranco Franchi
Gianfranco Franchi (Trieste, 1978) è uno scrittore e critico letterario italiano.

## Biografia
Gianfranco Franchi si è laureato presso l'Università degli Studi Roma Tre nel 2002 presentando una tesi intitolata La menzogna nella letteratura del Novecento. È stato direttore delle riviste letterarie universitarie Ouverture dal 1998 al 2001 e Der Wunderwagen dal 2000 al 2003. Terminata questa prima esperienza con la carta stampata ha assunto il ruolo di coordinatore del portale di informazione e critica letteraria Lankelot.com, da lui stesso fondato nel 2003 e animato fino al giugno 2013.
Esordisce come scrittore nel 2006 con la raccolta di racconti Disorder, pubblicato per i tipi delle Edizioni Il Foglio, che hanno per protagonista il trentenne romano Guido Orsini, alter ego letterario dell'autore. Sempre per la stessa casa editrice ha pubblicato anche il romanzo Pagano (2007) e la raccolta di poesie L'inadempienza (2008). Nel 2009 esce per Castelvecchi la raccolta di racconti Monteverde, in cui ritorna il suo alter-ego Guido Orsini, ottenendo un buon riscontro critico. Monteverde (che inizialmente si sarebbe dovuto intitolare New Order) chiude quella che nelle intenzioni dell'autore è «un'opera strutturata in tre parti: una raccolta di 27 racconti, Disorder, un antiromanzo, Pagano e una raccolta di 47 racconti, Monteverde» con l'ambizione di «aderire allo spirito del nostro tempo – Europa, Italia, Roma, Quartiere – e sconfiggere la menzogna ideologica del neorealismo».
Ha inoltre pubblicato due libri di saggistica, Radiohead. A Kid. Testi commentati per Arcana Edizioni e L'arte del Piano B. Un libro strategico, per Piano B, 2011.
Come critico letterario, Franchi ha collaborato con i quotidiani Il Riformista e Secolo d'Italia; con i periodici Blow Up, Turismo Culturale e Alfabeta2-Alfalibri; con le emittenti radiofoniche Radio Capodistria, Rai Radio Friuli-Venezia Giulia, Rai Radio 3, Rai WebRadio 8; con i siti web Mangialibri, Absolute Poetry, Tiscali e Il Paradiso degli Orchi,  oltre a Lankelot.

## Opere

### Narrativa
- Disorder, Roma, Edizioni Il Foglio, 2006.
- Pagano, Roma, Edizioni Il Foglio, 2007.
- Monteverde, Roma, Castelvecchi, 2009.

### Saggistica
- Radiohead. A Kid. Testi commentati, Roma, Arcana, 2009.
- L'arte del Piano B. Un libro strategico, Prato, Piano B, 2011.

### Poesia
- L'inadempienza, Roma, Edizioni Il Foglio, 2008.